# 744
744（七百四十四、ななひゃくよんじゅうよん）は自然数、また整数において、743の次で745の前の数である。

## 性質
- 744は合成数であり、約数は1, 2, 3, 4, 6, 8, 12, 24, 31, 62, 93, 124, 186, 248, 372, 744である。
  - 約数の和は1920。
  - 181番目の過剰数である。1つ前は740、次は748。
  - 約数を16個もつ31番目の数である。1つ前は728、次は750。
- 744 = 179 + 181 + 191 + 193
  - 4つの連続する素数の和で表せる41番目の数である。1つ前は724、次は762。
- 744 = 23 × 3 × 31
  - 3つの異なる素因数の積で p 3 × q × r の形で表せる19番目の数である。1つ前は728、次は750。(オンライン整数列大辞典の数列 A189975))
- 72 + 42 + 42 = 81 = 92
  - 各位の平方和が平方数になる64番目の数である。1つ前は700、次は766。(オンライン整数列大辞典の数列 A175396)
- 744 = 22 + 82 + 262 = 22 + 162 + 222 = 82 + 142 + 222
  - 3つの平方数の和3通りで表せる110番目の数である。1つ前は740、次は745。(オンライン整数列大辞典の数列 A025323)
  - 異なる3つの平方数の和3通りで表せる83番目の数である。1つ前は740、次は745。(オンライン整数列大辞典の数列 A025341)
- 744 = 23 + 23 + 63 + 83
  - 4つの正の数の立方数の和で表せる202番目の数である。1つ前は740、次は746。(オンライン整数列大辞典の数列 A003327)
- 約数の和が744になる数は7個ある。(240, 350, 366, 368, 575, 671, 743) 約数の和7個で表せる3番目の数である。1つ前は684、次は912。
- 各位の和が15になる54番目の数である。1つ前は735、次は753。

## その他 744 に関連すること
- 西暦744年
- 1ヶ月（31日間）は744時間（24 × 31 = 744）である。
- ボーイング747の派生型「ボーイング747-400」の略称。